# Шаје су лез Ормо
Шаје су лез Ормо (фр. Chaillé-sous-les-Ormeaux) насеље је и општина у западној Француској у региону Лоара, у департману Вандеја која припада префектури Ла Рош сир Јон.
По подацима из 2011. године у општини је живело 1277 становника, а густина насељености је износила 72,97 становника/km². Општина се простире на површини од 17,5 km². Налази се на средњој надморској висини од 60 метара (максималној 77 m, а минималној 6 m).

## Демографија
| 1962. | 1968. | 1975. | 1982. | 1990. | 1999. | 2011. |
| ----- | ----- | ----- | ----- | ----- | ----- | ----- |
| 857   | 863   | 870   | 990   | 1.028 | 1.018 | 1.277 |

График промене броја становника у току последњих година